# Karl Stingl
Pour les articles homonymes, voir Stingl.
Karl Stingl est un homme politique allemand, né le 29 juillet 1864 à Mitterteich (Royaume de Bavière) et mort le 9 novembre 1936 à Munich (Allemagne).
Membre du Parti populaire bavarois (le BVP), il est ministre des Postes de 1922 à 1923 puis de 1925 à 1926.